# Mária Ďurišinová
Mária Ďurišinová (* 17. července 1960 Košice) je bývalá slovenská házenkářka.
V československé házenkářské reprezentaci žen debutovala v šestnácti letech. Odehrála 285 mezistátních utkání a vstřelila v nich 1557 branek. Byla pátá na mistrovství světa v házené žen 1982, podílela se na zisku stříbrných medailí na turnaji Družba 84 i na mistrovství světa v házené žen 1986. Startovala také na Letních olympijských hrách 1988, kde československý tým obsadil páté místo, když mu postup do bojů o medaile unikl vinou horšího skóre.
Třikrát se stala mistryní Československa: v letech 1982 a 1983 s klubem Štart Bratislava a v roce 1992 s Duslem Šaľa. V roce 1987 byla semifinalistkou Poháru EHF. Působila také v Jugoslávii (RK Olimpija Lublaň) a Rakousku (UHC Hollabrunn a WAT Fünfhaus Vídeň). V anketě o nejlepší slovenskou házenkářku dvacátého století skončila druhá za Annou Čápovou-Ríšovou.
Vystudovala práva a působila v politice, byla poslankyní za SDĽ a pracovala na ministerstvu školství.